# The Dixie Hummingbirds
The Dixie Hummingbirds est un groupe de gospel américain originaire de Greenville en Caroline du Sud.
L'activité du groupe s'étend sur plus de 80 ans, avec des styles différents selon la période et de nombreux membres.
The Dixie Hummingbirds ont influencé un certain nombre d'autres groupes ou chanteurs, tels que Stevie Wonder et James Brown, ce dernier adaptant le style « criard » et la mise en scène « énergique » du « hard gospel » à des thèmes plus profanes pour aider à créer de la musique soul dans les années 1960.
Ils sont aussi connus pour leur chanson  I'll Live Again (1952), reconnue par le Rock and Roll Hall of Fame comme l'une des « 500 chansons qui ont façonné le rock 'n' roll ».